# ایونت‌برایت
ایونت‌برایت (به انگلیسی: Eventbrite) عنوان یک شرکت و وب‌گاه است که تمرکز اصلی آن روی مدیریت رویدادها و ارائهٔ خدمات فروش برخط بلیت برای رویدادهای گوناگون است. مراجعه‌کنندگان به وب‌گاه ایونت‌برایت می‌توانند رویدادهای نزدیک به محل خود را بیابند. اپلیکیشن موبایل و امکان اتصال به فیسبوک بخشی از امکانات این وب‌گاه است که از طریق آن می‌توان از شرکت‌کردن دوستان در همایش‌های مورد نظر مطلع شد.
کوین هارتز از بنیانگذاران این شرکت است که پیش از آن نیز از سرمایه‌گذارانِ اولیه و مشاوران استارت‌آپ‌های پی‌پال، پین‌ترست و مایلو بوده است.